# Asijské zimní hry 1996
Asijské zimní hry 1996 byly třetí v pořadí a uskutečnily se od 4. do 1. února 1996 v Charbinu v provincii Chej-lung-ťiang na severovýchodě ČLR. Původně plánovala hostit hry Severní Korea v Samjiyeonu v roce 1995, ale nebyla schopna dodržet svůj závazek. Rozhodnutí Mezinárodní olympijský výbor'Mezinárodního olympijského výboru a změně termínu pořádání zimních olympijských her na rok 1994 ovlivnilo i termín Asijských zimních her, jelikož nebylo žádoucí, aby se obě akce konaly ve stejném roce. Těchto her se poprvé účastnily bývalé republiky Sovětského svazu, jejichž národní olympijské výbory byly přijaty do Asijského olympijského výboru.

## Sporty
Sportovci soutěžili v 43 disciplínách osmi sportů a dvou disciplínách ukázkového sportu.
| Sport                | Disciplíny |
| -------------------- | ---------- |
| Akrobatické lyžování | 2          |
| Alpské lyžování      | 4          |
| Běh na lyžích        | 6          |
| Biatlon              | 6          |
| Krasobruslení        | 4          |
| Lední hokej          | 2          |
| Rychlobruslení       | 9          |
| Short track          | 10         |
| Skoky na lyžích      | 2          |

## Země a medaile
Her se zúčastnilo 453 sportovců ze sedmnácti zemí.
| Země             | Sportovci | Zlato | Stříbro | Bronz | Medaile |
| ---------------- | --------- | ----- | ------- | ----- | ------- |
| Čína             | ?         | 15    | 7       | 15    | 37      |
| Hongkong         | ?         | 0     | 0       | 0     | 0       |
| Indie            | ?         | 0     | 0       | 0     | 0       |
| Írán             | ?         | 0     | 0       | 0     | 0       |
| Japonsko         | ?         | 8     | 14      | 10    | 32      |
| Jižní Korea      | ?         | 8     | 10      | 8     | 26      |
| Kazachstán       | ?         | 14    | 9       | 8     | 31      |
| Kuvajt           | ?         | 0     | 0       | 0     | 0       |
| Kyrgyzstán       | ?         | 0     | 0       | 0     | 0       |
| Libanon          | ?         | 0     | 0       | 0     | 0       |
| Macao            | ?         | 0     | 0       | 0     | 0       |
| Mongolsko        | ?         | 0     | 0       | 0     | 0       |
| Pákistán         | ?         | 0     | 0       | 0     | 0       |
| Tádžikistán      | ?         | 0     | 0       | 0     | 0       |
| Čínská Tchaj-pej | ?         | 0     | 0       | 0     | 0       |
| Thajsko          | ?         | 0     | 0       | 0     | 0       |
| Uzbekistán       | ?         | 0     | 1       | 1     | 2       |